# Llista de les banderes dels Països Baixos
Aquesta és una llista que conté les diferents banderes que s'utilitzen o s'han utilitzat al Regne dels Països Baixos.

## Bandera nacional
| Bandera                    | Data          | Ús                                        | Descripció                                                     |
| -------------------------- | ------------- | ----------------------------------------- | -------------------------------------------------------------- |
| Bandera dels Països Baixos | 1837–avui dia | Regne dels Països Baixos                  | Tricolor horitzontal en vermell, blanc i blau. Proporcions 2:3 |
| Bandera dels Països Baixos | 1815–1839     | Regne Unit dels Països Baixos             | Tricolor horitzontal en vermell, blanc i blau. Proporcions 2:3 |
| Bandera dels Països Baixos | 1813–1815     | Principat sobirà dels Països Baixos Units | Tricolor horitzontal en vermell, blanc i blau. Proporcions 2:3 |

### Històriques
| Bandera                          | Data      | Ús                  | Descripció |
| -------------------------------- | --------- | ------------------- | --- |
| Bandera de la república Batava   | 1795-1806 | República Batava    | Igual que la bandera actual però amb la franja inferior de color blau cel. |
| Bandera de les Províncies Unides | 1581–1795 | Províncies Unides   | Igual que la bandera actual però amb la franja inferior de color blau cel. |
| Bandera del príncep              |           | Bandera del príncep | Igual que la bandera actual però amb la franja inferior de color taronja. Basada en la bandera del príncep Guillem I d'Orange-Nassau, d'aquí el nom. Fou el principal líder de la revolta holandesa contra els Habsburg espanyols que va desencadenar la guerra dels vuitanta anys. |

## Països constituents
| Bandera                    | Data          | Ús            | Descripció |
| -------------------------- | ------------- | ------------- | --- |
| Bandera d'Aruba            | 1976-avui dia | Aruba         | Un camp blau cel amb dues franges estretes grogues i paral·leles a la meitat inferior, i un estel vermell de quatre puntes fimbriada en blanc al quarter superior esquerre.                        |
| Bandera de Curaçao         | 1984-avui dia | Curaçao       | Un camp blau marí travessat per una estreta franja groga horitzontal situada lleugerament per sota de la línia central i dos estels blancs de cinc puntes situades al quarter superior esquerre.   |
| Bandera dels països Baixos | 1801–avui dia | Països Baixos | Tricolor horitzontal en vermell, blanc i blau. |
| Bandera de Sint Maarten    | 1801–avui dia | Sint Maarten  | La bandera consta d'un triangle blanc situat al costat del pal carregat amb l'escut del país constituent, juntament amb dues bandes horitzontals de color vermell la superior i blava la inferior. |

## Províncies
| Bandera                           | Data          | Ús               | Descripció |
| --------------------------------- | ------------- | ---------------- | --- |
| Bandera de Brabant del Nord       | 1959-avui dia | Brabant del Nord | Construïda segons un camper escacat de 24 punts que s'alternen en els colors vermell i blanc. Proporcions 2:3 |
| Bandera de Drenthe                | 1947-avui dia | Drenthe          | Camp blanc amb dues faixes vermelles estretes a la part central. Entre aquestes s'hi insereix una torre negre centrada amb sis estrelles de cinc puntes, tres a cada banda, també en color vermell. Proporcions 2:3                                                                            |
| Bandera de Flevoland              | 1986-avui dia | Flevoland        | Consta de dues amples faixes amb els colors blau la superior i verd la inferior, que estan separades entre si per una faixa estreta, parcialment ondulada i de color grog. Al quarter superior esquerre hi ha una flor de lliri blanca. Proporcions 2:3                                        |
| Bandera de Frísia                 | 1986-avui dia | Frísia           | Consta de quatre bandes (diagonals) blaves i tres blanques; a les bandes blanques hi ha un total de set pompeblêden vermells (terme utilitzat per a la fulla del nenúfar groc utilitzada com a càrrega en heràldica). Proporcions 2:3                                                          |
| Bandera de Gelderland             | 1953-avui dia | Gelderland       | Tricolor horitzontal amb els colors blau, groc i negre. Proporcions 2:3 |
| Bandera de Groningen              | 1950-avui dia | Groningen        | Bandera amb una creu verda centrada i fimbriada de blanc. De vermell al primer i quart quarter, i de blau al segon i tercer. Els colors procedeixen de la bandera de Groningen i de l'escut d'armes de la regió d'Ommelanden. Proporcions 2:3                                                  |
| Bandera d'Holanda del Nord        | 1958-avui dia | Holanda del Nord | Tricolor formada per tres faixes de colors groc, vermell i blau marí. Proporcions 2:3 |
| Bandera d'Holanda del Sud         | 1985-avui dia | Holanda del Sud  | De camp groc carrega un lleó rampant vermell fimbriat en negre i lleugerament desplaçat cap al pal. Està basada en l'escut del comtat d'Holanda. Proporcions 2:3 |
| Bandera de Limburg                | 1953-avui dia | Limburg          | Tres faixes horitzontals blanca, blava i groga de proporcions 2:1:2. Per sobre d'elles i col·locat al costat del pal i de cara a ell, un lleó rampant vermell coronat amb doble cua. Proporcions 2:3                                                                                           |
| Bandera d'Overijssel              | 1948-avui dia | Overijssel       | Cinc faixes horitzontals amb els colors vermell, groc, blau, groc i vermell, sent la faixa blava ondulada per representar el riu IJssel. Proporcions 2:3 |
| Bandera de la Província d'Utrecht | 1952-avui dia | Utrecht          | Dues franges horitzontals en blanc la superior i vermell la inferior. Al quarter superior esquerra hi ha un quadrat vermell que conté una creu grega blanca. Proporcions 2:3 |
| Bandera de Zelanda                | 1949-avui dia | Zelanda          | Quatre faixes ondulades blaves i tres de blanques, al centre hi carrega l'escut coronat de la província format per mig lleó rampant vermell i armat de blau a la part superior; i de tres faixes blaves i tres de blanques a la inferior. Fou dissenyada per T.A.J.W. Schorer. Proporcions 2:3 |

### Províncies sense estatus administratiu
| Bandera                          | Data          | Ús                      | Descripció |
| -------------------------------- | ------------- | ----------------------- | --- |
| Bandera d'Achterhoek             | 2018-avui dia | Achterhoek              | La bandera consta d'un sautor de color crema lleugerament corbat i fimbriat de color verd fosc que separa dos triangles verds i dos verd clar. La bandera està inspirada en el boscatge d'Achterhoek. Els diferents tons de verd representen els prats i boscos de la regió; el sautor representa els camins sinuosos amb fileres d'arbres. No oficial. |
| Bandera de Betuwe                | 2022-avui dia | Betuwe                  | De camp verd amb tres pals vermell, blau, vermell al costat del pal. Al vol, dues cintes horitzontals ondulades en blau i fimbriades en blanc en referència als rius Waal i Rin. Entre elles tres pomes blanques en referència a les tres zones que conformen la regió: De Tielerwaard, Neder-Betuwe i Over-Betuwe. No oficial. |
| Bandera de Flandes zelandès      | 2009-avui dia | Flandes zelandès        | Bandera dividida horitzontalment en set franges vermell-blanc-vermell-groc-blau-blanc-blau de proporcions aparents 1:1:1:6:1:1:1 i la vora entre les franges grogues és ondulada. Les franges vermelles provenen de la bandera de Sluis, mentre que les blaves de la bandera de Terneuzen. La franja groga carrega un lleó rampant negre, que recorda les banderes de Flandes i Hulst. S'ha inclòs al registre de banderes del Tribunal Suprem de Noblesa, a petició dels tres municipis que formen la regió: Hulst, Sluis i Terneuzen. No oficial. |
| Bandera de Frísia Occidental     |               | Frísia Occidental       | Bandera heràldica basada en l'escut d'armes de Frísia Occidental, dos lleopards grocs entre cinc blocs d'or del mateix color i tot sobre un camp blau. No oficial. |
| Bandera de Land van Maas en Waal |               | Land van Maas en Waal   | Bandera tricolor horitzontal de blau cel, blau i verd. Al centre hi carrega un escut de camp groc. No oficial. |
| Bandera de Liemers               | 2021-avui dia | Liemers                 | Bandera de camp carmí amb una perla horitzontal vermella i fimbriada en blanc. Aquesta forma es basa en les fronteres regionals i la connexió amb els rius IJssel i Rin. |
| Bandera de Noord-Limburg         |               | Noord-Limburg           | De camp blanc amb una franja horitzontal blava situada al mig. Sobre aquesta s'hi superposa una figura en verd que s'assembla tant a la lletra G majúscula com a la lletra E minúscula. No oficial. |
|                                  |               | Noord-en Midden-Limburg | No oficial. |
| Bandera d'Ommelanden             |               | Ommelanden              | Molt semblant a la de la província de Frísia. Consta de tres barres (diagonals) blaves i quatre blanques; a les bandes blanques hi ha un total d'onze pompeblêden vermells (terme utilitzat per a la fulla del nenúfar groc utilitzada com a càrrega en heràldica). No oficial. |
| Bandera d'Oostergo               |               | Oostergo                | Bandera de cinc franges horitzontals, tres de vermells i dues de blanques. No oficial. |
| Bandera de Salland               | 2021-avui dia | Salland                 | Des del 18 de setembre de 2021 i després d'una votació popular el disseny d'Erik Dijk de Nijverdal fou escollit com a bandera de Salland. El riu serpentejant representa, per descomptat, l'IJssel. Però fixant-s'hi bé, també pot ser la S de Salland. No oficial. |
| Bandera d'Stellingwerven         |               | Stellingwerven          | De camp blanc amb dues cintes horitzontals vermelles a tocar de l'extrem superior i inferior, i dos grius del mateix color al mig, un afrontat i l'altre reguardant. No oficial. |
| Bandera de Twente                |               | Twente                  | De camp vermell amb un cavall rampant en blanc. Fou dissenyada per J.J. van Deinse. No oficial. |
| Bandera de Veluwe                |               | Veluwe                  | Bandera de camp groc amb dues cintes blaves. en posició central carrega la silueta d'un cérvol negre corrent. Sembla ser una referència als animals que viuen a la zona boscosa del Veluwe. No oficial. |
| Bandera de Westergo              |               | Westergo                | De camp blau marí travessat per una barra blanca. No oficial. |
| Bandera de Westland              | 1987-avui dia | Westland                | De camp verd amb tres faixes viperades blanques. Extreta de l'escut d'armes del municipi de Westland. Està inclosa al registre de banderes del Tribunal Suprem de Noblesa, que la va aprovar el 3 de març de 1987. No oficial. |
| Bandera de Zevenwouden           |               | Zevenwouden             | Construïda segons un camper escacat de 15 punts que s'alternen 7 en color verd i 8 en blanc. Els blocs verds són una referència als set arbres de l'escut d'armes de Zevenwouden, mentre que el blanc s'utilitza de fons. No oficial. |

## Municipals
Relació de banderes de les capitals de província, per a veure la resta cal consultar l'article principal.
| Bandera                   | Data          | Ús                                                      | Descripció |
| ------------------------- | ------------- | ------------------------------------------------------- | --- |
| Bandera d'Amsterdam       | 1979–avui dia | Bandera d'Amsterdam (capital dels Països Baixos)        | Bandera heràldica. Tres sautors o creus de sant Andreu blanques situades en una franja central negre sobre fons roig. Es basa en l'escussó de l'escut d'armes de la ciutat. |
| Bandera d'Arnhem          |               | Bandera d'Arnhem (capital de Gelderland)                | Bandera dividida en dues franges horitzontals, blanca la superior i blava la inferior, carrega al costat del pal una àliga bicèfala que alterna el blanc i el blau. |
| Bandera d'Assen           | 1959-avui dia | Bandera d'Assen (capital de Drenthe)                    | Bandera dividida en dues franges horitzontals, blava la superior i blanca la inferior. Es va establir per decisió del consell el 21 de maig de 1959 com a bandera municipal. |
| Bandera de Groningen      | 1879-avui dia | Bandera de Groningen (capital de Groningen)             | De camp blanc amb una faixa verda. |
| Bandera de Haarlem        |               | Bandera de Haarlem (capital d'Holanda del Nord)         | Camp vermell amb una espasa blanca amb empunyadura groga al costat del pal i una creu patent escurçada al damunt i a banda i banda dos estels blancs de sis puntes un sobre l'altre.                                                                                                |
| Bandera de La Haia        | 1949-avui dia | Bandera de La Haia (capital d'Holanda del Sud)          | Dividida horitzontalment en dues meitats, sent groga la superior i verda la inferior. Originalment adoptada el 1920, però el 1949 s'invertiren els colors i es concretaren les tonalitats.                                                                                          |
| Bandera de Lelystad       | 1981-avui dia | Bandera de Lelystad (capital de Flevoland)              | De camp groc, carrega un hexàgon blau cobalt amb una flor de lis blanca de l'escut d'armes. Tancant l'hexàgon, quatre cantonades disposades en sentit de les agulles del rellotge i allargades fins a la vora de la bandera també en color blau. Fou dissenyada per Klaes Sierksma. |
| Bandera de Ljouwert       | 2019-avui dia | Bandera de Ljouwert (capital de Frísia)                 | De camp blau amb dos pals estrets vermell el primer i blanc el segon a tocar del pal, al vol un lleó rampant groc. Es va establir el 29 de març de 2019 com a bandera municipal. |
| Bandera de Maastricht     | 1994–avui dia | Bandera de Maastricht (capital de Limburg)              | De camp vermell amb un estel blanc de cinc puntes central al costat del pal. |
| Bandera de Middelburg     |               | Bandera de Middelburg (capital de Zelanda)              | Bandera heràldica, de camp vermell amb la torre en groc treta de l'escut municipal. És una torre doble, una torre amb una torreta al damunt. La porta és oberta amb una finestra rodona damunt. Hi ha quatre merlets a la part superior i quatre a la part inferior.                |
| Bandera d's-Hertogenbosch | 1999-avui dia | Bandera d's-Hertogenbosch (capital de Brabant del Nord) | Consta de cinc franges horitzontals d'igual amplada, tres vermelles i dues blanques. Al quarter la figura d'un arbre en groc sobre fons negre. |
| Bandera d'Utrecht         | 1990-avui dia | Bandera d'Utrecht (capital d'Utrecht)                   | Dividida diagonalment en dues meitats, una vermella i l'altra blanca. |
| Bandera de Zwolle         | 1962-avui dia | Bandera de Zwolle (capital d'Overijssel)                | Camp blau amb una creu blanca centrada de vora a vora. |

### Municipalitats especials
També anomenats Illes BES.
| Bandera                   | Data          | Ús             | Descripció |
| ------------------------- | ------------- | -------------- | --- |
| Bandera de Bonaire        | 1981-avui dia | Bonaire        | Bandera dividida en diagonal des de la cantonada inferior esquerra fins a la superior dreta amb la part inferior de color blau i la superior dividida de la mateixa manera en dos, sent la superior groga i la inferior blanca. A la franja blanca carrega un estel vermell de sis puntes encerclat per una rosa dels vents negre marcant els quatre punts cardinals. |
| Bandera de Saba           | 1985-avui dia | Saba           | La part superior del camp es divideix en dos triangles vermells iguals i la part inferior es divideix també en dos triangles blaus iguals. Al centre de la bandera s'hi forma un rombe blanc amb un estel de cinc puntes groc dins d'ell. L'estel representa l'illa de Saba.                                                                                          |
| Bandera de Sint Eustatius | 1985-avui dia | Sint Eustatius | De camp blau marí dividit en quatre polígons de cinc cares, cadascun d'ells fimbriat en vermell. Al centre s'hi forma un diamant blanc; al diamant hi ha la silueta de l'illa en verd i damunt d'ella un estel groc de cinc puntes. |

## Banderes personals

### Sobirà
| Bandera                                      | Data          | Ús                                                                                  | Descripció |
| -------------------------------------------- | ------------- | ----------------------------------------------------------------------------------- | --- |
| Estandard reial del Regne dels Països Baixos | 2013–avui dia | Estendard personal de la família reial com a sobirans del Regne dels Països Baixos. | Un quadrat taronja, dividit en quatre quarts per una creu grega blava amb l'escut dels Països Baixos, coronat per una corona reial i envoltat per la insígnia de l'Orde Militar de Guillem. Cada quarter mostra un corn procedent de l'escut d'armes del Principat d'Aurenja. |

#### Històriques
| Bandera                                      | Data      | Ús              | Descripció                                                                                          |
| -------------------------------------------- | --------- | --------------- | --------------------------------------------------------------------------------------------------- |
| Estandard reial del Regne dels Països Baixos | 1815–1908 | Estandard reial | Bandera nacional amb l'escut reial situat a la franja del mig i lleugerament descentrat cap al pal. |

### Ministres
| Bandera                          | Data                      | Ús                                                     | Descripció |
| -------------------------------- | ------------------------- | ------------------------------------------------------ | --- |
| Bandera de Ministre              | 1974–avui dia             | Bandera de Ministre (excepte del Ministre de Defensa). | Un camp blanc amb les tres franges de la bandera dels Països Baixos situades a l'extrem superior i inferior en proporció 1:1:1:6:1:1:1. Al centre carrega de groc un lleó rampant armat coronat portant una espasa i un feix de fletxes. |
| Bandera del Ministre de Defensa  | 1957–2000 i 2011-avui dia | Bandera del Ministre de Defensa.                       | Igual que l'anterior però carregant l'emblema de les forces armades al centre. |
| Bandera del Secretari de Defensa | 1957–avui dia             | Bandera del Secretari de Defensa.                      | Formada per set franges horitzontals d'igual amplada seguint la combinació de colors vermell-blanc-blau-blanc-vermell-blanc-blau. |

#### Històriques
| Bandera                         | Data      | Ús                               | Descripció                                                |
| ------------------------------- | --------- | -------------------------------- | --------------------------------------------------------- |
| Bandera del Ministre de Defensa | 2001-2010 | Bandera del Ministre de Defensa. | Camp porpra fosc amb 4 barres taronges al costat del pal. |

### Governadors
| Bandera                                  | Data          | Ús                                       | Descripció |
| ---------------------------------------- | ------------- | ---------------------------------------- | --- |
| Estendard del Governador d'Aruba         | 1986–avui dia | Estendard del Governador d'Aruba.        | Un camp blanc amb la bandera d'Aruba dins un cercle situat al centre i, tant a l'extrem superior com l'inferior, les tres franges de la bandera dels Països Baixos.                                                     |
| Estendard del Governador de Curaçao      | 2010–avui dia | Estendard del Governador de Curaçao      | Un camp blanc amb la bandera de Curaçao dins un cercle situat al centre i, tant a l'extrem superior com l'inferior, les tres franges de la bandera dels Països Baixos.                                                  |
| Estendard del Governador de Sint Maarten | 2010–avui dia | Estendard del Governador de Sint Maarten | Un camp blanc amb un cercle vorejat de taronja situat al centre que mostra el palau de justícia de l'estuc de Sint Maarten; tant a l'extrem superior com l'inferior, les tres franges de la bandera dels Països Baixos. |

#### Històriques
| Bandera                                               | Data      | Ús                                                    | Descripció |
| ----------------------------------------------------- | --------- | ----------------------------------------------------- | --- |
| Estendard del Governador de Surinam                   | 1966-1975 | Estendard del Governador de Surinam                   | Un camp blanc amb l'antiga bandera de Surinam al centre i, tant a l'extrem superior com l'inferior, les tres franges de la bandera dels Països Baixos.             |
| Estendard del Governador de les Antilles Neerlandeses | 1966-2010 | Estendard del Governador de les Antilles Neerlandeses | Un camp blanc amb la bandera de les Antilles Neerlandeses al centre i, tant a l'extrem superior com l'inferior, les tres franges de la bandera dels Països Baixos. |

## Militars
| Bandera                                              | Data          | Ús                                                   | Descripció |
| ---------------------------------------------------- | ------------- | ---------------------------------------------------- | --- |
| Bandera del Cap de Defensa dels Països Baixos        | 2005–avui dia | Bandera del Cap de Defensa                           | Set franges horitzontals d'igual amplada seguint la combinació de colors vermell-blanc-blau-blanc-vermell-blanc-blau. Al centre un cercle verd amb tres espases que representen les forces armades, amb l'excepció de la Reial Marechaussee. |
| Bandera de l'Inspector General de les Forces Armades | 1982–avui dia | Bandera de l'Inspector General de les Forces Armades | Set franges horitzontals d'igual amplada seguint la combinació de colors vermell-blanc-blau-blanc-vermell-blanc-blau. Al centre un cercle amb l'escut de l'Inspector General de les Forces Armades.                                          |
| Bandera naval dels Països Baixos                     | 1937–avui dia | Pavelló nacional o de popa.                          | Tricolor horitzontal en vermell, blanc i blau. |
| Bandera de l'Exèrcit Reial dels Països Baixos        |               | Bandera del Reial Exèrcit dels Països Baixos         | Camp blau marí amb l'escut l'Exèrcit Reial al centre. |
| Bandera de la Reial Força Aèria dels Països Baixos   | 1948-avui dia | Bandera de la Reial Força Aèria dels Països Baixos   | Camp blau marí amb un triangle isòsceles taronja amb base al pal i punta al vol. Dins d'ell, i des del 1965 hi ha l'emblema de la Reial Força Aèria.                                                                                         |
| Bandera de la Reial Marechaussee dels Països Baixos  |               | Bandera de la Reial Marechaussee                     | Camp blau marí carregada amb una granada Marechaussee amb flama en blanc al centre. |
| Bandera de proa dels Països Baixos                   | 1966–avui dia | Bandera de proa                                      | Dotze segments amb els colors de la bandera nacional. |
| Bandera de la Guàrdia costanera dels Països Baixos   | 2002–avui dia | Bandera de la Guàrdia costanera dels Països Baixos   | Camp taronja amb dues faixes estretes blanca i blava a la part inferior. Al costat del pal carrega l'emblema de la Guàrdia costanera. |
| Bandera de la Marina Reial dels Països Baixos        | 2011-avui dia | Bandera de la Marina Reial dels Països Baixos        | Camp blau amb un pal blanc d'un terç d'amplada al costat del pal i que conté a la part superior l'emblema de la Marina Reial dels Països Baixos en color taronja.                                                                            |
| Bandera de l'Exèrcit Reial dels Països Baixos        | 2011-avui dia | Bandera de l'Exèrcit Reial dels Països Baixos        | Camp verd amb un pal blanc d'un terç d'amplada al costat del pal i que conté a la part superior l'emblema de l'Exèrcit Reial dels Països Baixos en color taronja.                                                                            |
| Bandera de la Reial Força Aèria dels Països Baixos   | 2011-avui dia | Bandera de la Reial Força Aèria dels Països Baixos   | Camp blau marí amb un pal blanc d'un terç d'amplada al costat del pal i que conté a la part superior l'emblema de la Reial Força Aèria dels Països Baixos en color taronja.                                                                  |
| Bandera de la Reial Marechaussee dels Països Baixos  | 2011-avui dia | Bandera de la Reial Marechaussee dels Països Baixos  | Camp blau marí amb un pal blanc d'un terç d'amplada al costat del pal i que conté a la part superior l'emblema de la Reial Marechaussee dels Països Baixos en color taronja.                                                                 |

#### Històriques
| Bandera                                             | Data      | Ús                                                  | Descripció                                                                                                   |
| --------------------------------------------------- | --------- | --------------------------------------------------- | --- |
| Bandera de la Marina Reial dels Països Baixos       | 2001-2010 | Bandera de la Marina Reial dels Països Baixos       | Camp blau marí amb 4 barres taronges al costat del pal i el símbol de la Marina en blanc al vol.             |
| Bandera de l'Exèrcit Reial dels Països Baixos       | 2001-2010 | Bandera de l'Exèrcit Reial dels Països Baixos       | Camp verd amb 4 barres taronges al costat del pal i el símbol de l'Exèrcit Reial en blanc al vol.            |
| Bandera de la Reial Força Aèria dels Països Baixos  | 2001-2010 | Bandera de la Reial Força Aèria dels Països Baixos  | Camp blau marí amb 4 barres taronges al costat del pal i el símbol de la Reial Força Aèria en blanc al vol.  |
| Bandera de la Reial Marechaussee dels Països Baixos | 2001-2010 | Bandera de la Reial Marechaussee dels Països Baixos | Camp blau marí amb 4 barres taronges al costat del pal i el símbol de la Reial Marechaussee en blanc al vol. |

## Marítimes
| Bandera              | Data | Ús                              | Descripció |
| -------------------- | ---- | ------------------------------- | --- |
| Bandera de Boskalis  |      | Royal Boskalis Westminster N.V. | Bandera dividida diagonalment en dues meitats, groga la superior i blau marí la inferior. Aquesta part conté el nom de la companyia en blanc.                                                          |
| Bandera d'Spliethoff |      | Spliethoff                      | Bandera dividida diagonalment en quatre parts, sent taronja la superior, blau cel la del vol, blanca la inferior i vermella la del pal. Al centre carrega la inicial del nom de la companyia en negre. |
| Bandera de Wagenborg |      | Koninklijke Wagenborg           | Bandera dividida diagonalment en quatre parts, sent vermella la superior i inferior, i blanca les altres dues. Al centre carrega una xemeneia negra amb dues franges blanques.                         |

### Històriques
| Bandera                                                       | Data       | Ús                                                       | Descripció |
| ------------------------------------------------------------- | ---------- | -------------------------------------------------------- | --- |
| Bandera de Dockwise                                           | 1993-2018  | Dockwise                                                 | Camp blanc amb l'emblema de la companyia al centre.                                                                                                |
| Bandera de Nedlloyd                                           | 1970-1997  | Nederlandsche Lloyd (Nedlloyd)                           | Bandera quarterada en blanc i blau; una creu carabassa, formada per dues cordes entrellaçades, i fimbriada en blanc.                               |
| Bandera de la Koninklijke Paketvaart-Maatschappij             | 1888–1966  | Koninklijke Paketvaart-Maatschappij (KPM)                | Bandera de camp vermell brillant amb un rombe horitzontal blanc, sobre la longitud i l'alçada totals de la bandera, carregada amb la corona reial. |
| Bandera de la Hollandsche Stoomboot Maatschappij              | 1885-1974  | Hollandsche Stoomboot Maatschappij (HSM)                 | De camp blanc amb la bandera nacional dels Països Baixos al quarter i les inicials "HSM" en vermell al vol.                                        |
| Bandera de la Stoomvaart Maatschappij Nederland               | 1870-1970  | Stoomvaart Maatschappij Nederland (SMN) o Nederland Line | De camp blanc amb un sautor blau sobre el que s'hi col·loca un petit rombe vermell que conté la lletra N en blanc                                  |
| Bandera de la Koninklijke Nederlandse Stoomboot-Maatschappij  | 1856-1981  | Koninklijke Nederlandse Stoomboot-Maatschappij (KNSM)    | Bandera de camp blau amb un rombe horitzontal blanc, sobre la longitud i l'alçada totals de la bandera, carregada amb la corona reial.             |
| Bandera de la Companyia Neerlandesa de les Índies Occidentals | 1621-1792  | Companyia Neerlandesa de les Índies Occidentals          | Bandera nacional amb les inicials de la companyia, GWC, en negre sobre la franja central blanca.                                                   |
| Bandera de la Companyia Neerlandesa de les Índies Orientals   | 1630s-1799 | Companyia Neerlandesa de les Índies Orientals            | Bandera nacional amb les inicials de la companyia, VOC, en negre sobre la franja central blanca.                                                   |
| Bandera de la Companyia Neerlandesa de les Índies Orientals   | 1602-1630s | Companyia Neerlandesa de les Índies Orientals            | Bandera del príncep (neerlandès: Prinsenvlag) amb les inicials de la companyia, VOC, en negre sobre la franja central blanca.                      |